# Касим ибн Мухаммад ибн Абу Бакр
аль-Касим ибн Мухаммад ибн Абу Бакр (араб. القاسم بن محمد بن أبي بكر‎; 660—725) — исламский богослов. Внук праведного халифа Абу Бакра.

## Биография
1. Касим ибн Мухаммад
2. Хариджат ибн Язид
3. Саид ибн аль-Мусаййиб
4. Урва ибн аз-Зубайр
5. Абдуллах ибн Абдуллах
6. Абдуррахман ибн аль-Харем
7. Сулейман ибн Ясар

Касим ибн Мухаммад родился в четверг месяца рамадан 653 года. Он вёл аскетичный образ жизни и был одним из семи известных в Медине законоведов, благодаря которым были распространены основы шариатских наук.
Касим ибн Мухаммад передал множество хадисов пророка Мухаммеда, зафиксированные в шести сборниках хадисов. По словам Малика ибн Анаса Касим был «одним из самых больших знатоков шариатского законодательства (фукаха)». Сказал Айюб ас-Сахтияни: «Я не видел лучше него».

## Цитаты Касима ибн Мухаммада
Неграмотный (джахиль), но исполняющий все фарды (обязанности) человек лучше, чем тот, кто имеет знания, но не передает их другим.